# Кубарєв Василь Миколайович
Василь Миколайович Кубарєв (30 січня 1918, село Ненаєдово, тепер Ржевського району Тверської області, Російська Федерація — 17 листопада 2006, місто Санкт-Петербург) — радянський військовий діяч, начальник Військової інженерної радіотехнічної академії протиповітряної оборони імені маршала Говорова, генерал-полковник авіації. Герой Радянського Союзу (28.09.1943). Депутат Верховної Ради УРСР 9—10-го скликань. Кандидат у члени ЦК КПУ в 1976—1981 роках. Кандидат військових наук.

## Біографія
Народився в родині селянина. Закінчив Ітомльську неповну середню школу Ржевського району, потім закінчив Ржевський медичний технікум. Одночасно займався в аероклубі міста Ржева.
У Червоній Армії з 1938 року. У 1938 році закінчив Одеську військово-авіаційну школу пілотів і залишився в ній інструктором-льотчиком. Був командиром ланки в Конотопській, потім в Армавірській військово-авіаційній школі пілотів.
Учасник німецько-радянської війни з листопада 1941 року. Служив командиром ескадрильї 65-го гвардійського винищувального авіаційного полку 4-ї гвардійської винищувальної авіаційної дивізії 15-ї повітряної армії. Потім був призначений заступником командира авіаційного винищувального полку по льотній підготовці. Воював на Калінінському, Брянському, 1-му і 2-му Прибалтійських, 3-му і 1-му Білоруських фронтах.
Член ВКП(б) з 1942 року.
Після війни продовжував службу у Військово-Повітряних Силах СРСР.
У 1951 році закінчив Військово-повітряну академію, у 1960 році закінчив Військову академію Генерального штабу Збройних Сил СРСР.
Служив на відповідальних посадах у ВПС СРСР: командир авіаційної дивізії, командир корпусу протиповітряної оборони.
У 1960—1965 роках — 1-й заступник командувача 6-ї окремої Червонопрапорної армії протиповітряної оборони.
У 1965—1973 роках — командувач 6-ї окремої Червонопрапорної армії протиповітряної оборони Ленінградського військового округу.
У 1973 — грудні 1980 року — начальник Військово-інженерної радіотехнічної академії протиповітряної оборони імені Маршала Радянського Союзу Говорова у місті Харкові.
У 1981 році вийшов у відставку.
Проживав у Санкт-Петербурзі. Працював завідувачем кафедри Академії цивільної авіації. Був головою об'єднаного комітету ветеранів війни і військової служби — однополчан.
Похований на Нікольському кладовищі у Санкт-Петербурзі.

## Звання
- Генерал-майор авіації (1957)
- Генерал-лейтенант авіації
- Генерал-полковник авіації

## Нагороди
- Герой Радянського Союзу (28.09.1943)
- Два ордени Леніна (28.09.1943,)
- Шість орденів Червоного Прапора (19.04.1942, 6.02.1943, 14.10.1944,)
- Два ордени Червоної Зірки (17.10.1942,)
- Два ордени Вітчизняної війни 1-го ст. (21.07.1943, 6.04.1985)
- Два ордени Олександра Невського (1.08.1944,)
- Орден Жовтневої Революції
- Орден Дружби (1.04.1995)
- медалі